# Stobnicko
Stobnicko (prononciation : [stɔbˈnit͡skɔ]) est un village polonais de la gmina d'Obrzycko dans le powiat de Szamotuły de la voïvodie de Grande-Pologne dans le centre-ouest de la Pologne.
Il se situe à environ 4 kilomètres au nord-est d'Obrzycko (siège de la gmina), 15 kilomètres au nord de Szamotuły (siège du powiat), et à 44 kilomètres au nord-ouest de Poznań (capitale de la Grande-Pologne).
Le village possédait une population de 159 habitants en 2012.

## Histoire
De 1975 à 1998, le village faisait partie du territoire de la voïvodie de Poznań.

Depuis 1999, Stobnicko est situé dans la voïvodie de Grande-Pologne.